# Canthon lividus
Canthon lividus là một loài bọ cánh cứng trong họ Bọ hung (Scarabaeidae).